# Sugar City (Idaho)
Sugar City è una città degli Stati Uniti d'America, situata nello Stato dell'Idaho, nella Contea di Madison.